# Fernando María Castiella
Fernando María Castiella y Maíz (Bilbao, 9 de dezembro de 1907 - Madrid, 25 de novembro de 1976) foi um diplomata e político espanhol, ministro das Relações Exteriores entre 1957 e 1969, durante a ditadura de Franco.
Era doutorado em Direito pela Universidade de Madrid e continuou estudos em Paris, Cambridge, Genebra e na Academia de Direito Internacional de Haia.
Com a eclosão da Guerra Civil Espanhola deixou Madrid para se juntar à área nacionalista, onde ocupou o cargo de oficial de pessoal até ao fim do conflito, depois do qual participou no expurgo da Universidade de Madrid. Durante a Segunda Guerra Mundial, entrou na División Azul. Com José María de Areilza escreveu em 1941 "Reivindicaciones de España", contendo um projeto de apropriação das colónias francesas na África, quando Franco ponderava uma entrada na guerra do lado do Terceiro Reich no auge do seu poder.
Depois da guerra, ocupou vários cargos no governo de Franco. Foi embaixador espanhol no Peru (entre 1948 e 1951) e na Santa Sé (entre 1951 e 1957), onde negociou a Concordata de 27 de agosto de 1953.
Franco nomeou-o ministro das Relações Exteriores em 25 de fevereiro de 1957. Nesta posição, começou negociações com o Reino Unido sobre a questão de Gibraltar, sem êxito, e combateu o isolamento diplomático da Espanha de Franco. Igualmente mal sucedidas foram as tentativas da Espanha em aderir à OTAN e à CEE. No entanto, ele conseguiu fazer da Espanha um dos co-fundadores da OCDE e um dos membros do FMI.